# Omeka
Omeka es un software libre, flexible y de código abierto pensado para la publicación en la Web de colecciones digitales de bibliotecas, archivos, museos o de cualquier otra institución que desee difundir su patrimonio cultural.
Omeka ha sido desarrollado por el Roy Rosenzweig Center for History and New Media de la Universidad George Mason, responsables también del gestor bibliográfico Zotero. Es una plataforma interoperable, que cumple con el estándar OAI-PMH.
La principal diferencia con otros programas pensados para construir repositorios digitales, es que Omeka  no sólo es capaz de almacenar y mostrar colecciones digitales, sino que también permite crear exposiciones virtuales en torno a estas. El sistema permite asociar una plantilla (apariencia) diferente a cada exposición.
Entre otras instituciones, utilizan Omeka para distribuir sus exposiciones virtuales Europeana.

## Características principales
Algunas de las principales características de Omeka son:
- Soporta cualquiera de los tipos de archivo más comunes de imagen, vídeo, audio, documentos multipágina, PDF y presentaciones.
- Dublin Core sin cualificar.
- Diseño de la interfaz pública totalmente personalizable.
- Interoperable (estándar OAI-PMH).
- Formatos de salida de datos: DCMESXML, JSON y RSS2.
- Migración de datos: OAI-PMH harvester, CSV, Encoded_Archival_Description y plugin de importación específico para Zotero.
- Diseño y creación de exposiciones combinando los objetos digitales del repositorio con textos explicativos.
- Creación y organización de colecciones de documentos digitales.
- Etiquetaje de objetos y exposiciones.
- Formato de códificación de caracteres UTF-8
- Integración de vocabularios controlados propios.
- Creación de diferentes perfiles de usuarios internos y externos.

## Complementos y extensiones

### Anotación y visualización de archivos
- Docs Viewer. Incorpora un visor de documentos de Google en las páginas que muestran los ítems del repositorio. Soporta documentos en PDF, presentaciones de Power Point, TIFF y .doc.
- Media RSS. Añade un sistema de MediaRSS a las plantillas de páginas, poniéndolas a disposición de la extensión Cooliris para Firefox.
- Zoom It. Incorpora un zoom en nuestro visor de imágenes.

### Importación de contenidos y cargas por lotes
- EAD Importer. Permite importar ficheros EAD (Encoded Archival Description).
- CSV Import. Permite a los administradores importar elementos desde un archivo CSV. A partir de la versión 1.3.3 del plugin, es posible importar archivos CSV exportados desde Omeka.net.
- Dropbox. Permite a los usuarios subir archivos y realizar cargas por lotes desde el directorio Dropbox en el servidor.
- Zotero Import. Permite importar bibliotecas y colecciones desde un usuario de Zotero.

### Copyright
- Creative Commons Chooser. Añade un selector de licencia Creative Commons a la interfaz de administración de manera que cada ítem puede estar asociado a una licencia determinada.

### Intercambio de datos
- Atom Output. Agrega el formato de sindicación Atom a la lista de formatos de salida disponibles.
- COinS. Agrega metadatos COinS a las páginas de documentos para hacerlas legibles a Zotero.
- MyOmeka. Permite añadir una pantalla de login para los usuarios externos y una vez registrados, marcar favoritos y crear “posters” con sus contenidos destacados.
- OAI-PMH Harvester. Permite a Omeka recolectar metadatos mediante el protocolo OAI-PMH.
- OAI-PMH Repository. Expone los metadatos de los objetos digitales de nuestro repositorio según el protocolo OAI-PMH para que puedan ser recolectados por otros repositorios/servicios.

### Metadatos
- Dublin Core Extended. Agrega el conjunto completo de propiedades existentes para el conjunto básico de elementos de Dublin Core
- Library of Congress Subject Headings. Agrega metadatos de la LCSH a nuestros ítems.
- Library of Congress Suggest. Habilita una función de autosugerencia para nuestros ítems en Omeka usando el servicio de la Library of Congress Authorities and Vocabularies.
- Scripto. Permite agregar las transcripciones de nuestros ítems.
- Simple Vocab. Permite crear listas controladas de términos que podemos asociar a diferentes campos del esquema Dublin Core.
- VraCoreElementSet. Agrega el conjunto de elementos del esquema VRA (Visual Resources Association), para la descripción de imágenes

### Búsqueda y recuperación
- PDF Search. Extrae el texto de los archivos PDF de nuestro repositorio para que pueda ser buscado.
- PDF Toc. Extrae los sumarios de los archivos PDF del repositorio.
- SolrSearch. Permite  reemplazar el mecanismo de búsqueda por defecto en la base de datos de Omeka por Solr, un potente motor de búsqueda de código abierto basado en la biblioteca de Java del proyecto Lucene, con APIs en XML/HTTP y JSON.
- Sort Browse Results. Permite reordenar los resultados de la búsqueda según el campo de deseemos (título, fecha de creación, tipo de elemento...)
- TagBandit. Permite realizar búsquedas sobre diferentes ítems en la interfaz de administración, para posteriormente asignarles etiquetas a un grupo seleccionado de ellos

### Servicios 2.0
- Commenting. Añade la posibilidad de realizar comentarios en ítems, colecciones y exposiciones.
- Simple Contact Form. Agrega una funcionalidad para crear formularios de contacto de manera rápida y sencilla.
- Contribution. Permite a nuestros visitantes contribuir en el repositorio añadiendo archivos.
- Google Translate. Permite a nuestros visitantes traducir la interfaz de Omeka mediante el kit de herramientas de Google Translate.
- Image Annotation. Permite a los visitantes de nuestro repositorio anotar imágenes.
- IntenseDebate Comments. Permite realizar comentarios y suscribirse a los mismos
- Social Bookmarking. Agrega una lista personalizable de iconos de diferentes redes sociales a continuación de cada ítem del repositorio, permitiendo a nuestros visitantes compartir aquellos contenidos que más les gustan en sus respectivos perfiles.
- WikiCite. Agrega a las pantallas de ítems y de colecciones el código necesario para citarlas adecuadamente en Wikipedia.
- Tweetster for Omeka. Permite enviar tuits automáticamente a una cuenta de Twitter cada vez que se publica un nuevo ítem en el repositorio.

### Administración del repositorio y seguridad
- Download Logger. Crea un registro de solicitudes de descarga de archivos.
- FedoraConnector. Permite conectar Omeka con un repositorio creado con Fedora Commons.
- HTML5 media. Activa MediaElement.js para la reproducción de archivos de audio y video en lugar de ofrecer un reproductor HTML5 para los navegadores.
- HtmlPurifier. Protege a Omeka de ataques de tipo cross-site scripting (XSS) mediante el filtrado del código HTML/XHTML. XSS Es un tipo de inseguridad informática o agujero de seguridad típico de las aplicaciones Web, que permite a una tercera parte inyectar código JavaScript en páginas web vistas por el usuario, evitando medidas de control como la Política del mismo origen.
- Image Resize. Proporciona a los administradores del sitio la capacidad de redimensionar imágenes.
- PageCaching. Ofrece almacenamiento en caché a las páginas de nuestro repositorio, permitiendo una carga más rápida de nuestro sitio a partir de versiones guardadas en la caché de los usuarios
- Reports and Barcodes. Genera informes de los ítems del repositorio.

### Organización del repositorio
- Collection Tree. Proporciona a los administradores la capacidad de crear un árbol jerárquico de sus colecciones.
- Item Order. Permite a los administradores personalizar el orden de los ítems dentro de una colección.
- Item Relations. Permite a los administradores crear relaciones entre ítems que después se mostrarán en los registros bibliográficos de cada uno de ellos.
- SiteNotes. Nos permite agregar notas referentes a los usuarios, libros de estilo, interpretaciones al esquema Dublin Core, etc.

### Creación de contenidos
- Exhibit Builder. Plugin necesario para poder crear exposiciones con Omeka. Viene en el core de la aplicación, pero es necesario activarlo.
- Geolocation. Permite añadir geolocalización a nuestros ítems y situarlos en un mapa.
- NeatlineFeatures. Permite a los administradores realizar dibujos en los mapas y asociarlos a un elemento del repositorio.
- NeatlineMaps. Conecta a Omeka con Geoserver, un servidor geoespacial de código abierto.
- NeatlineTime. Permite crear Timelines en Omeka.
- Simple Pages. Permite al administrador crear páginas estáticas. Viene con el paquete básico.
- Terms of Service. Permite especificar el aviso legal y las políticas de privacidad del sitio.
- Timeline. Permite crear timelines.